# Strefa marginalna
Strefa marginalna – obszar zajmowany przez czoło lodowca lub lądolodu oraz jego bezpośrednie przedpole, charakteryzujący się specyficznymi procesami geomorfologicznymi i tworzeniem takich form, jak morena czołowa i sandr.